# Lançador secundário

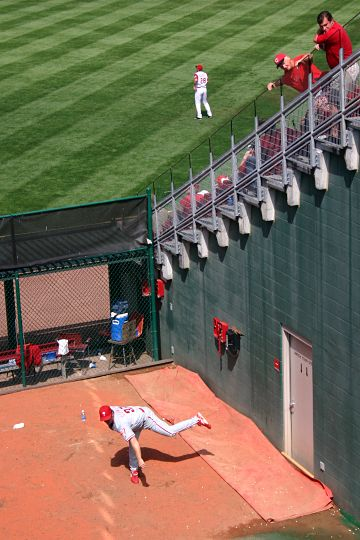
O bullpen de uma equipa de basebol.

No basebol e no softbol, um lançador secundário é um lançador que entra no jogo em situações em que o lançador inicial é substituído devido a lesão, ineficácia, fadiga, expulsão ou por outras razões estratégicas, tais como alterações climáticas. Os lançadores secundários são ainda divididos em outras categorias onde desempenham funções específicas. Enquanto que os lançadores titulares geralmente descansam vários dias antes de lançarem em um jogo novamente devido ao número de lançamentos efetuados, os lançadores secundários são mais flexíveis e, normalmente, participam em mais jogos, mas durante menos tempo. A equipa de lançadores secundários normalmente encontra-se instalada no bullpen, que é a área onde estes jogadores permanecem e fazem o aquecimento para posteriormente entrarem em campo.